# دميتري أندريكن
دميتري فلاديميروفيتش أندريكن (بالروسية: Дмитрий Владимирович Андрейкин) لاعب شطرنج روسي وبطل العالم للناشئين في الشطرنج في عام 2010 وبطل الشطرنج الروسي مرتين (2012 و 2018).
ولد في 5 فبراير 1990. فاز ببطولة العالم للشطرنج للشباب عام 2010. وبطولة روسيا للشطرنج عام 2012. وبطولة العالم للشطرنج للشباب تحت 10 سنوات عام 1999. حصل على لقب أستاذ كبير عام 2007. خسر في المباراة النهائية في كأس العالم للشطرنج عام 2013 أمام منافسه فلاديمير كرامنيك.

## وصلات خارجية
- دميتري أندريكن على موقع الاتحاد الدولي للشطرنج (الإنجليزية)
- دميتري أندريكن على موقع مباريات الشطرنج (الإنجليزية)
- دميتري أندريكن على موقع 365Chess.com (الإنجليزية)
- دميتري أندريكن على موقع Chesstempo.com (الإنجليزية)